# اليهود الأشكناز في إسرائيل
اليهود الأشكناز في إسرائيل هم المهاجرون وأحفاد اليهود الأشكناز الذين يقيمون الآن داخل دولة إسرائيل، بالمعنى الحديث يشيرون أيضًا إلى أتباع اليهود الإسرائيليين للتقاليد اليهودية الأشكنازية، ويبلغ عددهم 2.8 مليون (من أصل يهودي أشكنازي كامل أو جزئي) ويشكلون واحدة من أكبر التقسيمات العرقية اليهودية في إسرائيل بالإضافة إلى المزراحيين والسفارديين.
ينحدر اليهود الأشكناز من المجتمعات اليهودية المحلية في أوروبا الوسطى والشرقية، بدلاً من تلك الموجودة في الشرق الأوسط وشمال إفريقيا وأفريقيا وأماكن أخرى.

## التاريخ
يستخدم مصطلح أشكنازي الآن في إسرائيل بطريقة لا علاقة لها بمعناه الأصلي، وغالبًا ما يطبق على جميع اليهود الذين استقروا في أوروبا[بحاجة لمصدر] وأحيانا بما في ذلك من هم خلفياتهم العرقية من السفارديم. اليهود من أي خلفية غير أشكنازية، وبالمثل أصبح المزراحيون واليمنيون والأكراد وغيرهم ممن ليس لهم صلة بشبه الجزيرة الأيبيرية مجتمعين مع السفارديم. يشيع اليهود ذوي الخلفية المختلطة بشكل متزايد، ويعزى ذلك جزئيًا إلى التزاوج بين الأشكنازي والسفاردي / المزراحي، والسبب الآخر هو أن الكثيرين لا يرون أن هذه العلامات التاريخية وثيقة الصلة بتجارب حياتهم كيهود.
الحاخام الأشكنازي الأكبر في إسرائيل هو دور قيادي مُكرم يُعطى لحاخام أشكنازي محترم. قد يتخذ كبير الحاخامات اتخاذقرارات بشأن مسائل الهالاخاه التي تؤثر على الجمهور وهذا المنصب أيضًا له نغمات سياسية. قد يكون بعض اليهود الأشكناز المتديننين في إسرائيل أكثر ميلًا إلى دعم بعض المصالح الدينية، بما في ذلك بعض الأحزاب السياسية، وتنتج هذه الأحزاب السياسية عن حقيقة أن جزءًا من الناخبين الإسرائيليين يصوت للأحزاب الدينية اليهودية، وعلى الرغم من تغير الخريطة الانتخابية من انتخابات إلى أخرى إلا أن هناك عمومًا العديد من الأحزاب الصغيرة المرتبطة بمصالح اليهود الأشكناز المتدينين. إن دور الأحزاب الدينية، بما في ذلك الأحزاب الدينية الصغيرة التي تلعب أدوارًا مهمة كأعضاء في الائتلافات، ينتج بدوره عن تكوين إسرائيل كمجتمع معقد تتنافس فيه المصالح الاجتماعية والاقتصادية والدينية على الكنيست.
يشكل السكان المنحدرون من أصل أشكنازي حوالي 47.5 ٪ من اليهود الإسرائيليين (وبالتالي 35-36 ٪ من الإسرائيليين). لقد لعبوا دوراً بارزاً في الاقتصاد والإعلام والسياسة  لإسرائيل منذ تأسيسها. خلال العقود الأولى لإسرائيل كدولة، وقع صراع ثقافي قوي بين اليهود السفارديم والأكشنازي (معظمهم من شرق أوروبا الشرقية). ترجع جذور هذا الصراع، الذي لا يزال موجودا إلى حد أقل بكثير في المجتمع الإسرائيلي الحالي، بشكل رئيسي إلى مفهوم «بوتقة الانصهار». وهذا يعني أن جميع المهاجرين اليهود الذين وصلوا إلى إسرائيل تم تشجيعهم بشدة على «ذوبان» هوياتهم المنفية الخاصة ضمن «وعاء» اجتماعي عام من أجل أن يصبحوا إسرائيليين.

### الاتجاهات السياسية
تميل غالبية الأشكناز في إسرائيل اليوم إلى التصويت لصالح الأحزاب اليسارية، مفضلة بشكل خاص تحالف الاتحاد الصهيوني، في حين تميل التقسيمات اليهودية الأخرى مثل المزراحيين في إسرائيل إلى تفضيل المزيد من الأحزاب اليمينية مثل الليكود، مع التمييز المتزايد منذ عام 1980. ارتبط توجه الأشكناز إلى اليسار تاريخياً بالمثل الاشتراكية التي ظهرت في أوروبا الوسطى والكيبوتس وحركات الصهيونية الاشتراكية، بينما غالبًا ما يرفض المزراحيون، عندما نهضوا في المجتمع وطوّروا مُثُلهم السياسية، الأيديولوجيات المرتبطة بـ «النخبة الأشكنازية»، مع بداية الفيضان المزراحي إلى صفوف الليكود بالتزامن مع مناحيم بيغن الذي قدم بحماس مبادرات للمجتمع رغم أنه لم يكن مزراحيًا. على الرغم من أن هذه التوترات كانت تستند في البداية إلى التنافس الاقتصادي، إلا أن التمييز ظل قوياً حتى مع ازدياد المزراحيين في الصعود الاجتماعي والاقتصادي حوالي عام 1990، ودخول الطبقة الوسطى، وتقلص التباين بين الأشكناز والمزراحيين (ولكن لم يختف تمامًا)، مع التعبير السياسي المزراحي الذي أصبح مرتبطًا بشكل متزايد بأحزاب الليكود وشاس؛ فتم حزب شاس تم تأسيسه كحزب لتمثيل المزراحيين، بينما أصبح الليكود، أكبر حزب يميني، يتأثر بشكل متزايد بالتعبير السياسي للمزراحي، مع ظهور الطبقة الوسطى من السياسيين المزراحيين الذين يحتلهم معلقو العلوم السياسية صعود سياسيي الليكود من المزراحيين مثل موشيه كحلون وميري ريجيف. إن التصويت الأشكنازي، إلى جانب الأحزاب الدينية المتشددة ذات الأغلبية المحدودة من الناحية الانتخابي، مثل البيت اليهودي ويهدوت هتوراة، يرتبط منذ فترة طويلة بالعلمانية والليبرالية الاجتماعية، فالإسرائيليون الأشكنازيون هم عمومًا أقل تدينًا وأكثر ليبراليةً اجتماعيًا ولديهم آراء أكثر إيجابية تجاه التحسين العلاقات مع الشعوب العربية ومعارضة أكبر للمستوطنات في الضفة الغربية، مقارنة بإسرائيليين في من أصول السفارديم والمزراحي. اليوم يبدو أن الحزب الأكثر نفوذاً بين الإسرائيليين الأشكناز هو الاتحاد الصهيوني.

## أشخاص مشهورين
- حاييم وايزمان - أول رئيس لإسرائيل (1949-1952)
- اسحق بن تسفي - أول رئيس منتخب / رئيس ثاني لإسرائيل (1952-1963)
- ديفيد بن غوريون - أول رئيس وزراء لإسرائيل (1948-1954، 1955-1963)
- موشيه شاريت - رئيس الوزراء (1954-1955)
- ليفي إشكول - رئيس الوزراء (1963-1969)
- غولدا مائير - رئيسة الوزراء (1969-1974)
- اسحق رابين - رئيس الوزراء (1974-1977، 1992-1995)؛ جائزة نوبل للسلام (1994) (اغتيل في نوفمبر 1995)
- مناحيم بيغن - رئيس الوزراء (1977-1983)؛ جائزة نوبل للسلام (1978)
- اسحق شامير - رئيس الوزراء (1983-1984، 1986-1992)
- شمعون بيرس - رئيس إسرائيل (2007-2014)؛ رئيس الوزراء (1984-1996، 1995-1996)؛ جائزة نوبل للسلام (1994)
- بنيامين نتنياهو - رئيس الوزراء (1996 - 1999)، (2009 -)؛ كان وزير المالية. رئيس حزب الليكود
- إيهود باراك - رئيس الوزراء (1999 - 2001)
- أرييل شارون - رئيس الوزراء (2001-2006)
- إيهود أولمرت - رئيس الوزراء (2006-2009)؛ رئيس بلدية القدس السابق
- رحبعام زئيفي - مؤسس حزب موليديت (اغتيل في أكتوبر 2001)
- يوسي بيلين - زعيم حزب ميرتس - ياشاد ومفاوض سلام
- يوسف لبيد - الزعيم السابق لحزب شينوي
- تيدي كوليك - عمدة القدس السابق
- شولاميت ألوني - الوزيرة السابقة
- شيلي يحيموفيتش - الزعيمة السابقة للمعارضة
- مريم فيربيرغ
- يائيل جيرمان
- جلعاد أردان